# Michael Hennigan
Michael T. Hennigan (ur. 8 października 1970) – angielski szachista, mistrz międzynarodowy od 1991 roku.

## Kariera szachowa
W 1988 r. zdobył w Aguadilli tytuł mistrza świata juniorów do 18 lat. W 1991 r. zdobył tytuł mistrza Wielkiej Brytanii juniorów do 21 lat, natomiast w 1993 r. zwyciężył w rozegranych w Dundee indywidualnych mistrzostwach Wielkiej Brytanii. 
Odniósł kilka sukcesów w turniejach międzynarodowych, m.in. dz. II m. w Londynie (1988, za Judit Polgár, wspólnie z Ja’irem Kraidmanem), III m. w Guildford (1991, za Christopherem Wardem i Henrikiem Teske), dz. I m. w Gausdal (1995, turniej Arnold Cup, wspólnie z Igorsem Rausisem) oraz dz. I m. w Pradze (2004, turniej PragoNet Open, wspólnie z Ramiłem Chasangatinem).
Najwyższy ranking w karierze osiągnął 1 lipca 1994 r., z wynikiem 2465 punktów zajmował wówczas 25. miejsce wśród angielskich szachistów.